# 우학유
우학유(于學儒: 미상∼1179년 6월 13일(음력 5월 7일))은 고려 중기의 무신이다. 본관은 목주, 상서우복야 우방재의 아들이며, 장윤문(張允文)의 외삼촌이고, 아내는 전주 이씨로 이의방의 윗누이다. 벼슬은 동지추밀원사(同知樞密院事)에 이르렀다.

## 생애
우학유는 뜻이 크고 기개가 있어 의종·명종 연간에 숙위(宿衛)했는데, 오직 충성과 근실로써 임무를 다했다.
이고(李高)와 이의방 등이 무신정변을 도모할 때 군대를 주관할 사람을 의논하며 말했다.“지금 그[于公]를 두고 다시 누가 있겠습니까.” 마침내 그의 집에 가서 도모하니 우학유가 말하기를, “공의 뜻이 큽니다. 그러나 저는 아버지가 일찍이 훈계하시기를 ‘무관(武官)이 문관(文官)에게 굴욕을 당하는 것은 오래인데, 분한 생각이 없겠는가. 문신을 제거하는 것은 썩은 것을 부려뜨리는 것처럼 쉽지만 문관이 해를 입게 되면 화가 우리들에게 미칠 것이니 너는 신중해야 할 것이다.’라고 하셨소. 나의 아버지는 비록 세상을 떠났지만 말씀은 여전히 귀에 쟁쟁하니 죽는 한이 있더라도 따르지 못하겠소.”라고 하였다. 정변이 성공한 뒤 이고와 이의방이 해치려고 하였으나, 우학유는 이의방의 윗누이와 혼인해 무사했다.
1172년(명종 2)에 금오위상장군(金吾衛上將軍)을 지내다가 서북면병마사(西北面兵馬使)로 임명되었다. 성주(成州) 사람이 삼등현(三登縣)을 없애려고 하여 그에 좇지 않는 자를 죽여 수십명에 달하였고, 또 철주(鐵州) 사람은 그 수령을 죽이려고 꾀하다가 서로 다투어 죽는 등 서북면이 자못 소란하였으나, 서북면병마사 송유인(宋有仁)이 이를 진압하지 못하였으므로 병을 핑계로 교체해 줄 것으로 요청하자, 금오위상장군(金吾衛上將軍) 우학유가 서북면병마사(西北面兵馬使)로 대체된 것이다.
벼슬은 동지추밀원사(同知樞密院事)에 이르렀고, 1179년(명종 9년) 6월 13일(음력 5월 7일)에 사망했다.

## 전기 자료
- 《고려사》 권100, 〈열전〉13, 우학유

## 참고 자료
- 《고려사》
- 《고려사절요》
- 〈장윤문 묘지명〉